# ラフオンテース
ラフオンテース（Lafontaice、1977年3月30日 - 1983年5月28日）は日本の競走馬、繁殖牝馬。主な勝ち鞍に1979年の阪神3歳ステークス、デイリー杯3歳ステークス、1981年の朝日チャレンジカップ、小倉記念、北九州記念。1979年度優駿賞最優秀3歳牝馬、1981年度優駿賞最優秀5歳以上牝馬。
小柄な身体で走り続ける姿から「根性娘」の異名を取った。主戦騎手は岩元市三。

## 競走馬時代
1977年、北海道浦河町の中脇牧場で生まれる。幼駒時代から非常に小柄で見栄えがしなかったが、勝ち気な性格で牧場ではリーダー格だった。2歳時に栗東トレーニングセンターの布施正の元に入厩。3歳になり競走名「ラフオンテース」と名付けられた。この馬名は本来、フランスの詩人に由来する「ラフォンテーヌ（La Fontaine） 」という名前になるはずだった。しかし、馬名審査登録の担当者が、申請書類に書かれていた「ラフオンテーヌ」を「ラフオンテース」と誤認し、そのまま登録された。馬主からの馬名変更申請は却下され、馬名は意味のない文字列のままとなった。

### 戦績
デビュー後しばらくは、その馬体重は400kgにも満たなかった。しかし10馬身差で圧勝した小倉競馬場開催の新馬戦から、いずれも2着を離しての4連勝を遂げ、迎えた関西の3歳王者戦・阪神3歳ステークスでは、ノースガスト（翌年の菊花賞優勝馬）、オペックホース（同日本ダービー優勝馬）を寄せ付けず優勝した。この年、最優秀3歳牝馬に選出される。

#### スランプ
翌4歳はきさらぎ賞から始動。ここも1番人気に支持されたが、最終コーナーで先頭に並びかけた時、最内を逃げていたノトダイバーが外側に斜行し、ラフオンテースは大きく外に弾かれた。さらに外を走っていたシンボルシチーとも接触し、体勢を崩して先頭から数馬身の位置まで後退。直線で立て直して追い込んだが、前を行く2頭を僅かにかわしきれず、3着に敗れた。大きな不利を受けながらの僅差3着に「負けてなお強し」と、その評価はかえって高まったが、しかしラフオンテース自身はこの競走を境に他馬を怖がるようになり、ここから長いスランプに陥った。
次走阪神4歳牝馬特別では、最後方から最後の直線だけで追い込んだが2着、8戦連続の1番人気に推された桜花賞でも、ハギノトップレディの4着に敗れた。この頃より脚部不安も生じ、4歳時は1勝も挙げられず、翌年7月まで15連敗を喫した。

#### 復活とその後
勝利から遠ざかって1年半以上が経過した5歳夏、小倉日経賞でラフオンテースは突如として復活を遂げる。3歳時と同じように最終コーナーから位置を上げていくと、そのままゴールまで押し切り、2着に7馬身差を付けて圧勝。優勝タイム1分40秒7は、芝1700メートルの日本レコードタイムであった。続く北九州記念も7馬身差で勝利し、次走の小倉記念では、58.5kgの斤量を背負ってアタマ差抜け出し3連勝。秋緒戦の朝日チャレンジカップでも後方大外からオペックホースを一気に差し切り、重賞3勝を含む4連勝を果たした。
しかし次走の天皇賞（秋）から、この年創設された第1回ジャパンカップと一線級の牡馬相手の勝負となり、天皇賞6着、ジャパンカップ12着と敗れ、年末の阪神大賞典も4着となった。しかし夏場の4連勝が評価され、この年の最優秀5歳以上牝馬に選ばれ、3歳以来2年ぶりの年度表彰を受賞した。
翌年も現役を続行したが、3戦消化してすべて11着に終わり、宝塚記念を最後に引退した。

## 引退後
引退したラフオンテースは故郷の中脇牧場に戻り、1983年より繁殖生活を開始した。初年度には丈夫な産駒が多い事で知られるニゾンが種付けされ、無事受胎する。ところが5月28日、放牧中に突然走り出して牧柵に激突。金具で補強された柵が破損するほどの衝突で腰骨に致命的な骨折を負い、手当ての術なく安楽死の措置が執られた。遺体は牧場内に埋葬され、墓碑が建てられている。
きっかけなく自ら牧柵に向かっていったと言われ、なぜそうした行動を取ったのかは明らかにならなかっていない。このため擬人的に「自殺したのではないか」と語る関係者もいた。また中脇も「そう言われてもおかしくはない状況だった」と述べている。
ラフオンテースの直仔は残っていないが、姉妹の仔からテイエムジャンボ、シンホリスキーなどの活躍馬が出ている。
|  | 生年   | 馬名 | 性 | 毛色 | 父     | 馬主 | 管理調教師 | 戦績 | 主な勝利競走 | 出典  |
|  | ------ | ---- | -- | ---- | ------ | ---- | ---------- | ---- | ------------ | ----- |
|  | 1984年 |      |    |      | ニゾン |      |            |      |              | [ 2 ] |

## 競走成績
| 年月日 | 年月日 | 年月日 | 競馬場 | レース名             | 頭数 | 人気 | 着順 | 距離（状態）  | タイム  | 着差    | 騎手     | 斤量 [kg] | 勝ち馬/（2着馬）   |
| ------ | ------ | ------ | ------ | -------------------- | ---- | ---- | ---- | ------------- | ------- | ------- | -------- | --------- | ------------------ |
| 1979.  | 07.    | 15     | 小倉   | 新馬                 | 6    | 1    | 01着 | 芝1000m（稍） | R0:59.1 | 10身    | 岩元市三 | 52        | （ロングアルバ）   |
|        | 08.    | 05     | 小倉   | フェニックス賞       | 8    | 1    | 01着 | 芝1200m（良） | R1:10.3 | 5身     | 岩元市三 | 53        | （ミカダイヤ）     |
|        | 09.    | 29     | 中京   | 3歳S                 | 8    | 1    | 01着 | 芝1200m（不） | R1:11.8 | 1 1/2身 | 岩元市三 | 53        | （テルノホープ）   |
|        | 10.    | 20     | 中京   | デイリー杯3歳S       | 13   | 1    | 01着 | 芝1400m（稍） | R1:23.3 | 1 1/2身 | 岩元市三 | 52        | （ミズホショウリ） |
|        | 12.    | 09     | 阪神   | 阪神3歳S             | 11   | 1    | 01着 | 芝1600m（良） | R1:35.4 | 1 1/2身 | 岩元市三 | 53        | （ノースガスト）   |
| 1980.  | 02.    | 10     | 中京   | きさらぎ賞           | 11   | 1    | 03着 | 芝1800m（良） | R1:50.1 | 0.0     | 岩元市三 | 53        | ノトダイバー       |
|        | 03.    | 16     | 阪神   | 阪神4歳牝馬特別      | 14   | 1    | 02着 | 芝1400m（良） | R1:23.6 | 0.2     | 岩元市三 | 54        | シャダイダンサー   |
|        | 04.    | 06     | 阪神   | 桜花賞               | 21   | 1    | 04着 | 芝1600m（良） | R1:36.5 | 0.3     | 岩元市三 | 55        | ハギノトップレディ |
|        | 04.    | 27     | 東京   | 4歳牝馬特別          | 16   | 1    | 08着 | 芝1800m（良） | R1:50.2 | 0.8     | 岩元市三 | 54        | コマサツキ         |
|        | 09.    | 07     | 阪神   | サファイヤS          | 8    | 2    | 04着 | 芝1600m（重） | R1:37.4 | 0.9     | 岩元市三 | 53        | ニチドウアラシ     |
|        | 10.    | 04     | 阪神   | オープン             | 5    | 2    | 03着 | 芝1600m（良） | R1:35.8 | 1.6     | 岩元市三 | 54        | ハギノトップレディ |
|        | 10.    | 26     | 阪神   | 京都牝馬特別         | 11   | 2    | 06着 | 芝1600m（稍） | R1:38.3 | 0.9     | 岩元市三 | 51        | ハギノトップレディ |
|        | 11.    | 16     | 京都   | エリザベス女王杯     | 20   | 9    | 05着 | 芝2400m（良） | R2:28.5 | 0.6     | 岩元市三 | 55        | ハギノトップレディ |
|        | 12.    | 14     | 京都   | 阪神牝馬特別         | 10   | 3    | 02着 | 芝2000m（良） | R2:01.2 | 0.1     | 岩元市三 | 54        | タマモコトブキ     |
| 1981.  | 01.    | 24     | 京都   | オープン             | 8    | 1    | 02着 | 芝1600m（稍） | R1:34.9 | 0.2     | 岩元市三 | 55        | バンプトンビオラ   |
|        | 02.    | 15     | 京都   | 京都記念（春）       | 16   | 1    | 08着 | 芝2400m（良） | R2:28.0 | 0.9     | 岩元市三 | 53        | ロビンソンシチー   |
|        | 03.    | 08     | 阪神   | マイラーズカップ     | 10   | 5    | 07着 | 芝1600m（稍） | R1:38.6 | 1.1     | 岩元市三 | 54        | カツラノハイセイコ |
|        | 03.    | 28     | 阪神   | オープン             | 7    | 5    | 06着 | 芝1800m（稍） | R1:54.1 | 2.3     | 東田幸男 | 52        | ボールドエイカン   |
|        | 04.    | 18     | 京都   | オープン             | 6    | 5    | 03着 | ダ1900m（稍） | R1:58.9 | 0.8     | 岩元市三 | 55        | ノトダイバー       |
|        | 07.    | 05     | 中京   | 金鯱賞               | 22   | 4    | 07着 | 芝1800m（不） | R1:53.2 | 1.3     | 岩元市三 | 53        | オーバーレインボー |
|        | 07.    | 19     | 小倉   | 小倉日経賞           | 9    | 1    | 01着 | 芝1700m（良） | R1:40.7 | 7身     | 岩元市三 | 55        | （ミヤジヒロー）   |
|        | 08.    | 02     | 小倉   | 北九州記念           | 9    | 1    | 01着 | 芝1800m（良） | R1:48.2 | 7身     | 岩元市三 | 57        | （タツミプリンス） |
|        | 08.    | 23     | 小倉   | 小倉記念             | 9    | 1    | 01着 | 芝2000m（良） | R2:01.2 | アタマ  | 岩元市三 | 58.5      | （アイコウ）       |
|        | 09.    | 13     | 阪神   | 朝日チャレンジカップ | 8    | 3    | 01着 | 芝2000m（重） | R2:01.9 | 1身     | 岩元市三 | 56        | （オペックホース） |
|        | 10.    | 25     | 東京   | 天皇賞（秋）         | 16   | 7    | 06着 | 芝3200m（良） | R3:20.0 | 1.1     | 岩元市三 | 56        | ホウヨウボーイ     |
|        | 11.    | 22     | 東京   | ジャパンカップ       | 15   | 10   | 12着 | 芝2400m（良） | R2:27.7 | 2.4     | 岩元市三 | 56        | メアジードーツ     |
|        | 12.    | 20     | 阪神   | 阪神大賞典           | 9    | 3    | 04着 | 芝3000m（稍） | R3:09.7 | 0.1     | 岩元市三 | 57        | アリーナオー       |
| 1982.  | 02.    | 21     | 京都   | 京都記念（春）       | 13   | 4    | 11着 | 芝2400m（不） | R2:31.8 | 1.7     | 岩元市三 | 57.5      | アリーナオー       |
|        | 04.    | 18     | 阪神   | 鳴尾記念             | 15   | 4    | 11着 | 芝2500m（良） | R2:35.6 | 1.0     | 岩元市三 | 57        | マルブツウイナー   |
|        | 06.    | 06     | 阪神   | 宝塚記念             | 15   | 11   | 11着 | 芝2200m（良） | R2:14.4 | 1.8     | 岩元市三 | 55        | モンテプリンス     |

- タイム欄のRはレコード勝ちを示す。

## 血統表
| ラフオンテースの血統（ナスルーラ系 / Nasrullah3×4=18.75%、Vatout5×5=6.25%） | ラフオンテースの血統（ナスルーラ系 / Nasrullah3×4=18.75%、Vatout5×5=6.25%） | ラフオンテースの血統（ナスルーラ系 / Nasrullah3×4=18.75%、Vatout5×5=6.25%） | （血統表の出典） | （血統表の出典） |
| 父 *フィルモン 1960 Philemon鹿毛 イギリス                                   | 父の父Never Say Die 1951 栗毛 アメリカ                                      | Nasrullah                                                                   | Nearco           | Nearco           |
| 父 *フィルモン 1960 Philemon鹿毛 イギリス                                   | 父の父Never Say Die 1951 栗毛 アメリカ                                      | Nasrullah                                                                   | Mumtaz Begum     |                  |
| 父 *フィルモン 1960 Philemon鹿毛 イギリス                                   | 父の父Never Say Die 1951 栗毛 アメリカ                                      | Fieldfare                                                                   | War Admiral      | War Admiral      |
| 父 *フィルモン 1960 Philemon鹿毛 イギリス                                   | 父の父Never Say Die 1951 栗毛 アメリカ                                      | Fieldfare                                                                   | Boreale          |                  |
| 父 *フィルモン 1960 Philemon鹿毛 イギリス                                   | 父の母Winged Foot 1970 黒鹿毛 イギリス                                      | Big Game                                                                    | Bahram           | Bahram           |
| 父 *フィルモン 1960 Philemon鹿毛 イギリス                                   | 父の母Winged Foot 1970 黒鹿毛 イギリス                                      | Big Game                                                                    | Myrobella        |                  |
| 父 *フィルモン 1960 Philemon鹿毛 イギリス                                   | 父の母Winged Foot 1970 黒鹿毛 イギリス                                      | Singing grass                                                               | Bosworth         | Bosworth         |
| 父 *フィルモン 1960 Philemon鹿毛 イギリス                                   | 父の母Winged Foot 1970 黒鹿毛 イギリス                                      | Singing grass                                                               | Molly Adare      |                  |
| 母 コマンチ 1968 栗毛 日本                                                  | 母の父*ムーティエ Moutiers 1958 栗毛 フランス                               | Sicambre                                                                    | Prince Bio       | Prince Bio       |
| 母 コマンチ 1968 栗毛 日本                                                  | 母の父*ムーティエ Moutiers 1958 栗毛 フランス                               | Sicambre                                                                    | Sif              |                  |
| 母 コマンチ 1968 栗毛 日本                                                  | 母の父*ムーティエ Moutiers 1958 栗毛 フランス                               | Ballynash                                                                   | Nasrullah        | Nasrullah        |
| 母 コマンチ 1968 栗毛 日本                                                  | 母の父*ムーティエ Moutiers 1958 栗毛 フランス                               | Ballynash                                                                   | Ballywellbroke   |                  |
| 母 コマンチ 1968 栗毛 日本                                                  | 母の母ケンエイ 1957 黒鹿毛 日本                                             | *ヒンドスタン Hindostan                                                     | Bois Roussel     | Bois Roussel     |
| 母 コマンチ 1968 栗毛 日本                                                  | 母の母ケンエイ 1957 黒鹿毛 日本                                             | *ヒンドスタン Hindostan                                                     | Sonibai          |                  |
| 母 コマンチ 1968 栗毛 日本                                                  | 母の母ケンエイ 1957 黒鹿毛 日本                                             | *ミスハンター Miss Hunter                                                   | Amber            | Amber            |
| 母 コマンチ 1968 栗毛 日本                                                  | 母の母ケンエイ 1957 黒鹿毛 日本                                             | *ミスハンター Miss Hunter                                                   | Eudora F-No.6-a  |                  |

### 主な近親
- シンチェスト（甥-京都記念）
- テイエムジャンボ（甥-京都記念、京都金杯）
- シンホリスキー（甥-スプリングステークス、きさらぎ賞）